# 北海道立野幌総合運動公園総合体育館
北海道立野幌総合運動公園総合体育館（ほっかいどうりつのっぽろそうごううんどうこうえんそうごうたいいくかん）は、北海道江別市にあるスポーツ施設。この項目では総合体育館に併設している北海道立野幌総合運動公園プールについても記載している。

## 概要
北海道立野幌総合運動公園にあり、管理事務所がある。1989年（平成元年）開催の『第44回国民体育大会』（はまなす国体）では、メインアリーナでハンドボール競技が行われた。『第4回公共建築賞』優秀賞受賞。

## 施設

### 体育館棟
メインアリーナ
- 競技コート50 m×34 m、天井高12.7 m〜15.3 m（バスケットボールコート2面、バレーボールコート3面、バドミントンコート10面、テニスコート3面、ハンドボールコート1面）
- 観客席（約600人収容）
- 研修室（2室）、給湯室
- レストラン（土・日・祝日営業）[4]

サブアリーナ
- 競技コート37 m×21 m、天井高8.5 m〜10.2 m（バスケットボールコート1面、バレーボールコート1面、バドミントンコート3面、テニスコート1面）

### プール棟
- 日本水泳連盟公認50 mプール（幅22 m、8コース、水深1.3〜1.65 m、天井高11 m〜18 m、水量1,700 t）[5]
- 日本水泳連盟公認飛込みプール（22 m×22 m、水深5 m、水量2,100 t）[5]
  - 飛板（1m2基、3m2基）、飛込み台（5 m1基、7.5 m1基、10 m1基）
- 観客席（約1,000人収容）
- 男女シャワー室・ロッカー室、採暖浴室

## アクセス
- 北海道旅客鉄道（JR北海道）野幌駅からバスで約10分[6]
- 北海道旅客鉄道（JR北海道）新札幌駅・札幌市営地下鉄新さっぽろ駅からバスで約30分[6]